# NASCAR Nextel Cup de 2006
A Temporada da NASCAR Nextel Cup de 2006 foi a 58º edição da Nascar, com 36 etapas disputadas o campeão foi Jimmie Johnson.

## Calendário
| N.                       | Data   | Corrida                     | Circuito                        | Vencedor           | Segundo            | Terceiro           |
| 1                        | 19-feb | Daytona 500                 | Daytona International Speedway  | Jimmie Johnson     | Casey Mears        | Ryan Newman        |
| 2                        | 26-feb | Auto Club 500               | California Speedway             | Matt Kenseth       | Jimmie Johnson     | Carl Edwards       |
| 3                        | 12-mrt | UAW-DaimlerChrysler 400     | Las Vegas Motor Speedway        | Jimmie Johnson     | Matt Kenseth       | Kyle Busch         |
| 4                        | 19-mrt | Golden Corral 500           | Atlanta Motor Speedway          | Kasey Kahne        | Mark Martin        | Dale Earnhardt Jr. |
| 5                        | 26-mrt | Food City 500               | Bristol Motor Speedway          | Kurt Busch         | Kevin Harvick      | Matt Kenseth       |
| 6                        | 2-apr  | DirecTV 500                 | Martinsville Speedway           | Tony Stewart       | Jeff Gordon        | Jimmie Johnson     |
| 7                        | 9-apr  | Samsung/RadioShack 500      | Texas Motor Speedway            | Kasey Kahne        | Matt Kenseth       | Tony Stewart       |
| 8                        | 22-apr | Subway Fresh 500            | Phoenix International Raceway   | Kevin Harvick      | Tony Stewart       | Matt Kenseth       |
| 9                        | 30-apr | Aaron's 499                 | Talladega Superspeedway         | Jimmie Johnson     | Tony Stewart       | Brian Vickers      |
| 10                       | 6-mei  | Crown Royal 400             | Richmond International Raceway  | Dale Earnhardt Jr. | Denny Hamlin       | Kevin Harvick      |
| 11                       | 13-mei | Dodge Charger 500           | Darlington Raceway              | Greg Biffle        | Jeff Gordon        | Matt Kenseth       |
| 12                       | 28-mei | Coca-Cola 600               | Charlotte Motor Speedway        | Kasey Kahne        | Jimmie Johnson     | Carl Edwards       |
| 13                       | 4-jun  | Neighborhood Excellence 400 | Dover International Speedway    | Matt Kenseth       | Jamie McMurray     | Kevin Harvick      |
| 14                       | 11-jun | Pocono 500                  | Pocono Raceway                  | Denny Hamlin       | Kurt Busch         | Tony Stewart       |
| 15                       | 18-jun | 3M Performance 400          | Michigan International Speedway | Kasey Kahne        | Carl Edwards       | Dale Earnhardt Jr. |
| 16                       | 25-jun | Dodge/Save Mart 350         | Infineon Raceway                | Jeff Gordon        | Ryan Newman        | Terry Labonte      |
| 17                       | 1-jul  | Pepsi 400                   | Daytona International Speedway  | Tony Stewart       | Kyle Busch         | Kurt Busch         |
| 18                       | 9-jul  | USG Sheetrock 400           | Chicagoland Speedway            | Jeff Gordon        | Jeff Burton        | Kyle Busch         |
| 19                       | 16-jul | Lenox Industrial Tools 300  | New Hampshire Motor Speedway    | Kyle Busch         | Carl Edwards       | Greg Biffle        |
| 20                       | 23-jul | Pennsylvania 500            | Pocono Raceway                  | Denny Hamlin       | Kurt Busch         | Jeff Gordon        |
| 21                       | 6-aug  | Brickyard 400               | Indianapolis Motor Speedway     | Jimmie Johnson     | Matt Kenseth       | Kevin Harvick      |
| 22                       | 13-aug | AMD at the Glen             | Watkins Glen International      | Kevin Harvick      | Tony Stewart       | Jamie McMurray     |
| 23                       | 20-aug | GFS Marketplace 400         | Michigan International Speedway | Matt Kenseth       | Jeff Gordon        | Tony Stewart       |
| 24                       | 26-aug | Sharpie 500                 | Bristol Motor Speedway          | Matt Kenseth       | Kyle Busch         | Dale Earnhardt Jr. |
| 25                       | 3-sep  | Sony HD 500                 | California Speedway             | Kasey Kahne        | Dale Earnhardt Jr. | Clint Bowyer       |
| 26                       | 9-sep  | Chevy Rock and Roll 400     | Richmond International Raceway  | Kevin Harvick      | Kyle Busch         | Kasey Kahne        |
| Chase for the Nextel Cup |        |                             |                                 |                    |                    |                    |
| 27                       | 17-sep | Sylvania 300                | New Hampshire Motor Speedway    | Kevin Harvick      | Tony Stewart       | Jeff Gordon        |
| 28                       | 24-sep | Dover 400                   | Dover International Speedway    | Jeff Burton        | Carl Edwards       | Jeff Gordon        |
| 29                       | 1-okt  | Banquet 400                 | Kansas Speedway                 | Tony Stewart       | Casey Mears        | Mark Martin        |
| 30                       | 8-okt  | UAW Ford 500                | Talladega Superspeedway         | Brian Vickers      | Kasey Kahne        | Kurt Busch         |
| 31                       | 14-okt | Bank of America 500         | Charlotte Motor Speedway        | Kasey Kahne        | Jimmie Johnson     | Jeff Burton        |
| 32                       | 22-okt | Subway 500                  | Martinsville Speedway           | Jimmie Johnson     | Denny Hamlin       | Bobby Labonte      |
| 33                       | 29-okt | Bass Pro Shop MBNA 500      | Atlanta Motor Speedway          | Tony Stewart       | Jimmie Johnson     | Dale Earnhardt Jr. |
| 34                       | 5-nov  | Dickies 500                 | Texas Motor Speedway            | Tony Stewart       | Jimmie Johnson     | Kevin Harvick      |
| 35                       | 12-nov | Checker Auto Parts 500      | Phoenix International Raceway   | Kevin Harvick      | Jimmie Johnson     | Denny Hamlin       |
| 36                       | 19-nov | Ford 400                    | Homestead-Miami Speedway        | Greg Biffle        | Martin Truex Jr.   | Denny Hamlin       |

## Classificação final - Top 10
|    | Piloto             | Time                     | Auto      | V | Pts  |
| -- | ------------------ | ------------------------ | --------- | - | ---- |
| 1  | Jimmie Johnson     | Hendrick Motorsports     | Chevrolet | 5 | 6475 |
| 2  | Matt Kenseth       | Roush Racing             | Ford      | 4 | 6419 |
| 3  | Denny Hamlin       | Joe Gibbs Racing         | Chevrolet | 2 | 6407 |
| 4  | Kevin Harvick      | Richard Childress Racing | Chevrolet | 5 | 6397 |
| 5  | Dale Earnhardt Jr. | Dale Earnhardt, Inc.     | Chevrolet | 1 | 6328 |
| 6  | Jeff Gordon        | Hendrick Motorsports     | Chevrolet | 2 | 6256 |
| 7  | Jeff Burton        | Richard Childress Racing | Chevrolet | 1 | 6228 |
| 8  | Kasey Kahne        | Evernham Motorsports     | Dodge     | 6 | 6183 |
| 9  | Mark Martin        | Roush Racing             | Ford      | 0 | 6168 |
| 10 | Kyle Busch         | Hendrick Motorsports     | Chevrolet | 1 | 6027 |